# Nemexia (počítačová hra)
Nemexia je neplacená on-line prohlížečová vesmírná strategická hra pro více hráčů. Hráč si může vybrat jeden ze tří národů a rozvíjet své vesmírné impérium. S pomocí svých přátel se může pokusit postupně dobýt galaxií a postavit Nejvyšší Hvězdnou bránu (SSG), (z anglického Supreme Starway Gate).

## Hratelnost
Nemexia  je hra na bázi kol, to znamená že končí po tzv. Game Goal je dosaženo toho, že všichni hráči začínají od nuly a soutěží o slávu opětovně. V každém kole hráč může kolonizovat až 6 planet a šířit své vesmírné impérium v průběhu několika galaxií. Každá planeta lze rozvíjet samostatně. I když hráč ztratí planetu v boji, může kolonizovat novou.

### Rasy a jednotky
Ve hře  je na výběr ze tří ras: Lidé (Konfederace), Roboti (Tertetská Unie) a Hmyz/živé nestvůry (Noxi). Každá rasa má svůj specifický typ jednotek s unikátními schopnostmi. K dispozici je 7 typů válečných lodí, 5 civilních a jedna služební loď. Pokud jsou hráčovy lodě na misi, k obraně své planety může využít jak planetární štíty, tak i 7 druhů obranných jednotek.

### Věda
K dispozici je 22 různých věd, které jsou velkou pomocí hráči v určitých chvílích jeho vývoje. Vzhledem k velké vzdálenosti mezi jednotlivými planetami může hráč zvýšit rychlost lodí na 750%, takže rychleji dosáhne požadovaného místa v galaxii. Také tu jsou vědy, které zvyšují energetický příjem, surovinový příjem, poskytují silnější útok, nebo zvyšují zdraví jednotek hráče. Odemykají skryté tajemství a v neposlední řadě umožňují stavbu hlavní jednotky.

### Aliance a Týmová planeta
Každý hráč se může připojit k stávající alianci nebo vytvořit vlastní. Za pomoci osmi svých přátel z ostatních ras může vytvořit silnou týmovou planetu. Z těchto týmových planet všichni členové aliance mohou zahájit útok směrem ke Slunci a pokusit se získat sluneční krystal. Shromážděním všech 10 krystalů hráči odemknou jedinečnou budovu, která jim umožňuje soutěžit o Game Goal (Herní cíl). 

## Příběh
Před mnoha lety lidé objevili cestování vesmírem, a rozhodli se prozkoumat galaxii. Malá skupina z nich si začala říkat "konfederace", a objevili starověkou planetu s neomezenými zdroji, které jim dopomohly rozvíjet jejich technický potenciál. Podařilo se jim vytvořit tak pokročilou umělou inteligenci, že mohla rozvíjet svou svobodnou vůli. Konfederace je pojmenovala "Tertethi". S postupem času měli tito roboti pomáhat konfederaci ve všem. Tertheti si ale uvědomili sílu vlastního potenciálu, proto vytvořili unii a oddělili se od konfederace. Jen málo z nich zůstalo asistenty svých pánů, ale ostatní byli zvědaví. Velikost vesmíru je lákala, stejně jako jejich tvůrce. Ve svých vzdálených cestách Tertethi objevili další inteligentní rasu na druhém konci galaxie: hmyzí stvoření, které si říká "Noxi". Oslepeni snahou o poznání si Tertethi a Konfederace nevšimli, že se Noxi začali vyvíjet. Stejně jako mnoho jiných tvorů, i Noxi byli paraziti, propojení s neomezenými zdroji dosáhli vyčerpávajících informací a poznání a nakonec předcházeli svého hostitele. Válka začala. Krveprolití nemělo konce a někteří vyvrhelové a méně nepřátelské komunity byly odděleny od svých ras. Ve snaze uniknout vyhlazení se vytvářeli aliance z kombinací ras a vědomostí.

## Vývoj
Nemexia byla vyvinuta a spuštěna Bulharskou společností XS Software. Hra byla založena a spuštěna v září 2009 původně pouze v Bulharsku, do konce téhož roku však byla hra vydána v 13 různých zemích a registrovalo se do ní více než 120,000 hráčů.

### Verze
Hra zažila v průběhu let několik zásadních změn, a každá z těchto změn je označena konkrétním názvem.
- Nemexia 2.0 – "Evolucen"[18][19][20] (2011) – Představení nové hlavní jednotky – admirála, velitelské lodi a vylepšené herní rozhraní.
- Nemexia 3.0 – "Apokalypsa" [21] (2012) – Představení nové mimozemské hrozby – Odpadlíků, nového druhu obranných jednotek a vylepšení bojového systému.
- Nemexia 4.0 – "Vykoupení" [22] (2013) – Představení plánů pro dvě nové velitelské lodě a zařízení či vybavení pro Admirála.
- Nemexia 5.0 – "Nadvláda" [23] (2014) – Představena Galaktická aréna, místo pro vesmírné křížové bitvy.